# 우메자와 다카시
우메자와 다카시(일본어: 梅澤 貴史, 1972년 12월 7일 ~ )는 일본의 전 축구 선수이다.

## 구단 경력
1991년 일본 사커 리그의 마쓰시타 전기(감바 오사카)에 입단했다. 1994년후 현역 은퇴.